# Superintendentura Łobżenica Ewangelickiego Kościoła Unijnego
Superintendentura Łobżenica Ewangelickiego Kościoła Unijnego – jednostka organizacyjna Ewangelickiego Kościoła Unijnego w Polsce istniejąca w okresie II Rzeczypospolitej i obejmująca grupę gmin kościelnych (zborów) czyli parafii tego Kościoła, mająca siedzibę w miejscowości Łobżenica.

## Dane statystyczne

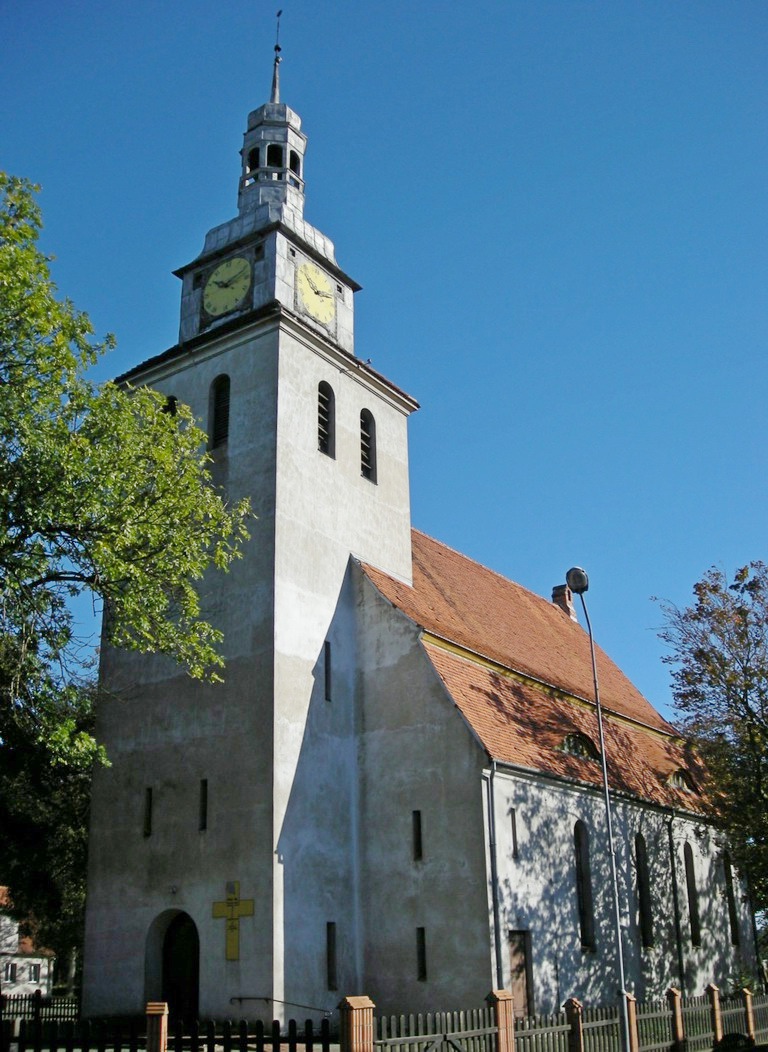
Dawny kościół ewangelicki w Łobżenicy, obecnie katolicki kościół św. Szczepana

| Parafia                                 | Liczba wiernych (1937) |
| --------------------------------------- | ---------------------- |
| Brodna pow. Chodzież                    | 912                    |
| Brostowo pow. Wyrzysk                   | 710                    |
| Miasteczko pow. Wyrzysk                 | 332                    |
| Dębionek pow. Wyrzysk                   | 600                    |
| Radzicz pow. Wyrzysk                    | 520                    |
| Tłukomy pow. Wyrzysk                    | 544                    |
| Dzwierszno Małe pow. Wyrzysk            | 311                    |
| Witrogoszcz pow. Wyrzysk                | 498                    |
| Dziegciarnia pow. Wyrzysk               | 239                    |
| Grabówno pow. Wyrzysk                   | 560                    |
| Wąwelno pow. Wyrzysk                    | 560                    |
| Tonin pow. Wyrzysk                      | 265                    |
| Lipiagóra pow. Chodzież                 | 750                    |
| Łobżenica pow. Wyrzysk                  | 1240                   |
| Mrocza pow. Wyrzysk                     | 1200                   |
| Nakło nad Notecią Olszewka pow. Wyrzysk | 1734                   |
| Osiek pow. Wyrzysk                      | 1091                   |
| Raczyn pow. Chodzież                    | 850                    |
| Runowo Kraińskie pow. Wyrzysk           | 520                    |
| Rościmin pow. Wyrzysk                   | 330                    |
| Sadki pow. Wyrzysk                      | 390                    |
| Szamocin pow. Chodzież                  | 1720                   |
| Białośliwie pow. Wyrzysk                | 680                    |
| Wyrzysk                                 | 520                    |
| Wysoka pow. Wyrzysk                     | 1200                   |